# Amblyceps apangi
Amblyceps apangi är en fiskart som beskrevs av Nath och Dey, 1989. Amblyceps apangi ingår i släktet Amblyceps och familjen Amblycipitidae. IUCN kategoriserar arten globalt som livskraftig. Inga underarter finns listade i Catalogue of Life.